# Stefano Celozzi
Stefano Celozzi (Günzburg, 2 novembre 1988) è un ex calciatore tedesco di origini italiane, di ruolo difensore.